# Stefan Lenglinger

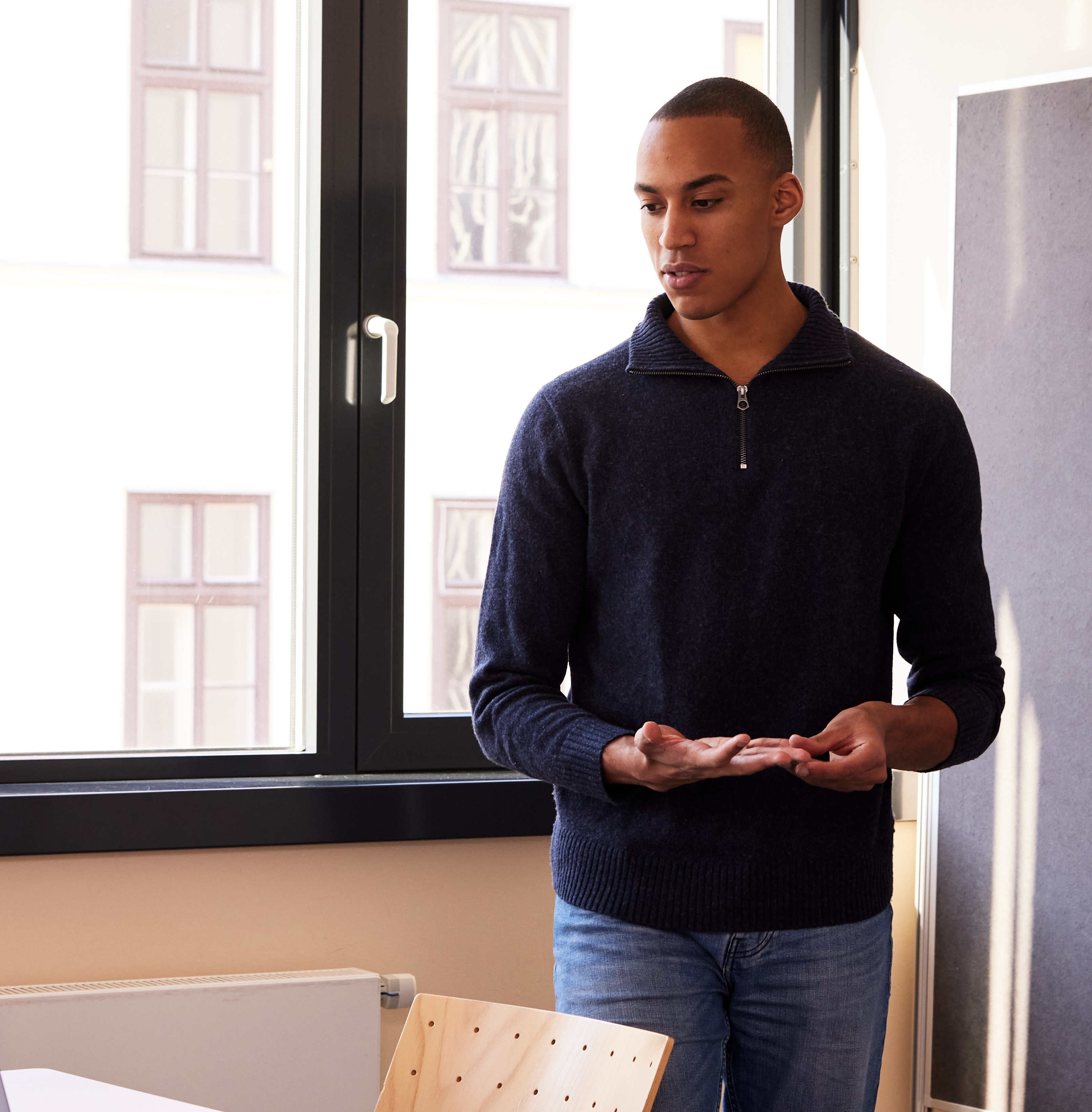
Stefan Lenglinger

Stefan Lenglinger (* 22. Februar 1993 in Wien) ist ein österreichischer Fernsehjournalist. Er ist als Moderator für diverse Ausgaben der ORF-Nachrichtensendung Zeit im Bild tätig.

## Ausbildung und Karriere
Stefan Lenglinger wurde im Jahre 1993 als Sohn eines österreichischen Vaters und einer aus Ghana stammenden Mutter in Wien geboren. Neben Deutsch wuchs er mit Englisch als zweiter Muttersprache auf. Nach erfolgreichem Schulabschluss begann er im Jahre 2012 das Studium Journalismus & Medienmanagement an der FHWien und nach dem Bachelor ein Masterstudium in Internationaler Entwicklung an der Universität Wien. Parallel zu seinem Studium verdiente er Geld als Model und war unter anderem in einer Fernsehwerbung für Kastner & Öhler zu sehen.
Nach einem viermonatigen Praktikum für die Sendung Bürgeranwalt im Österreichischen Rundfunk trat er kurz darauf als freier Mitarbeiter in die ORF-Redaktion ein. Im Jahre 2016 war er unter anderem Teil des ORF-Sommergespräche-Teams und berichtete für die Sendung Report. Außerdem war er im Korrespondentenbüro des ORF in den USA in der Hauptstadt Washington, D.C., tätig. Seine journalistischen Auslandseinsätze verschlugen Lenglinger auch nach China, Ghana und Schweden. Mit dem Ruhestand von Lakis Iordanopoulos trat er im April 2018 dessen Nachfolge an und moderierte am 22. April 2018 erstmals Heimat, fremde Heimat; in weiterer Folge alternierend mit Silvana Meixner. Nach einem Jahr als Moderator der Sendung wurde er im März 2019 als Moderator der neuen Sendung Magazin 1, die er fortan alternierend mit Lisa Gadenstätter moderieren sollte, vorgestellt.
Seit Februar 2020 präsentiert er ZIB-Sendungen in ORF 1 und seit 15. Dezember 2021 auch in ORF 2. Als journalistisches Vorbild nennt Stefan Lenglinger den langjährigen ORF-Journalisten Hugo Portisch. 
Am 21. August 2024 moderierte er erstmals vertretungsweise die ZIB 2. Seit Februar 2025 vertritt Lenglinger Martin Thür als Moderator der ZIB 2 während dieser aus privaten Gründen pausiert.
Seit Jänner 2021 ist Stefan Lenglinger auch als Journalismusdozent an der FHWien tätig.

## Privates
Im Juni 2024 heiratete er seine Freundin Nadja.

## Ehrungen
Bei den ersten Black Austrian Awards, die im Jahre 2018 erstmals vergeben wurden, erhielt Lenglinger den Preis in der Kategorie Medien.
Bei der Wahl zum „Journalisten des Jahres“ des österreichischen Branchenmagazins „Österreichs Journalist:in“ erhielt Lenglinger 2022 und 2024 den Preis in der Kategorie Aufgefallen.